# Bernardin Mungul Diaka
Bernardin Mungul Diaka (ou Mungul-Diaka) (né le 12 novembre 1933 et mort le 3 juin 1999) est un diplomate et homme politique de la république démocratique du Congo.

## Biographie
Il commence sa carrière comme directeur de cabinet au ministère de la Défense à l’époque du gouvernement dirigé par Patrice Lumumba en 1960. Après la dissolution de ce gouvernement éphémère par le Président Joseph Kasavubu, les partisans de Lumumba rejoignent Stanleyville (aujourd’hui Kisangani) pour créer un gouvernement concurrent à celui de Léopoldville, sous la direction d’Antoine Gizenga, qui envoie Bernardin Mungul-Diaka pour le représenter en république populaire de Chine. Après l’arrestation de Gizenga, il remplace Gizenga à la tête du Parti solidaire africain en février 1962. Plus tard, comme membre élu du gouvernement de la province du Kwilu, il est brièvement ministre du Plan, mais est démis à l’issue d’un vote de confiance. Il devient ensuite député du Kwilu en 1965.
Après le second coup d’État de Mobutu en 1965, le nouveau Président Joseph-Désiré Mobutu en fait le représentant officiel du Congo en Belgique et auprès de la CEE à partir de 1967. Au fil des ans, il occupe plusieurs fonctions importantes, notamment celle de ministre de l’Éducation nationale, de membre du comité exécutif du Mouvement populaire de la Révolution (MPR) dès sa création ; il est aussi secrétaire général du MPR. Élu en 1970 comme Commissaire du Peuple à Likasi (Katanga), réélu en 1977 au Kwilu, il reprend des fonctions gouvernementales en 1979 comme Commissaire d’État à l’Enseignement supérieur, avant d’être révoqué et emprisonné. Exilé en Belgique de 1980 à 1985, il s’y présente en opposant au régime, mais aussi en rival de Jean Nguza Karl-I-Bond. Au cours de la phase dite de transition, Bernardin Mungul-Diaka est Premier ministre du Zaïre du 1er au 25 novembre 1991. Après quoi, il occupe encore les fonctions de gouverneur de Kinshasa de 1992 à 1996, nommé par Mobutu.

## Publications
Mungul-Diaka, Bernardin. "La Lettre" : des vérités de M. Bernardin Mungul-Diaka aux contre-vérités de M. Jean Nguza Karl i Bond. [Bruxelles] : [l'auteur] ; Ed. Print, 1983, 119 p., ill. photos NB.